# Conchita Bautista
María Concepción Bautista Fernández més coneguda com a Conchita Bautista (Sevilla, 27 d'octubre de 1936) és una cantant i actriu espanyola. Va ser la primera participant espanyola del Festival d'Eurovisió.

## Biografia
És la segona de cinc germans, filla de l'agent comercial Laureano Bautista Martín-Romero i de Concepción Fernández Martínez, mestressa de casa. Va debutar als set anys com a ballarina en una caseta de la fira d'abril d'Alacant. Va fer la seva primera aparició al cinema en la dècada dels cinquanta.
El 1961 va cantar a Cannes Estando contigo al Festival d'Eurovisió, on es va classificar a la 6ª posició amb 8 punts. Va repetir quatre anys més tard a Nàpols amb ¡Qué bueno, qué bueno!, aquesta vegada es va quedar amb zero punts empatada amb altres tres països. El 1969 va guanyar el Festival de la Cançó Singing Europa als Països Baixos. El 1973 va formar part de la delegació espanyola que va guanyar la XI Copa d'Europa de la Cançó de Knokke, a Bèlgica. Era una exponent de l'època de l'escola «tremendista-folklòrica» de la cançó espanyola.
Tenia una filla, María del Mar, que va morir el 28 de juny de 1975 a causa d'un tumor cerebral.

## Filmografia
Va participar en pel·lícules com:
- A mí las mujeres ni fu ni fa (1971)
- La boda (1964)
- Escuela de seductoras (1962)
- La novia de Juan Lucero (1958)
- La venganza (1957)
- La reina mora (1954).
- Fuego en la sangre (1953)

## Discografia
Senzills seleccionats:
- 1958 «Vienen Los Gitanos/Sombrerito/¿Pa Qué Quiero Yo Tus Ojos?/Dos Malos Amores»
- 1958 «Una Canción En La Noche/A La Vera, Verita/En Un Barquito Velero/Tanguillo De La Fortuna»
- 1958 «Con Dos Cuchillos Cruzaos/Cuando La Copla Es España/¡Toma Café!/La Niña Y El Río»
- 1959 «Romance De Lora Del Río/Morenita Cubana/Y Por La Torre Del Oro/Nardo Y Luna»
- 1961 «Estando contigo»
- 1965 »¡Qué bueno, qué bueno!/Tienes duende/Reina por un día/Yenka flamenca»
- 1967 «Acuérdate/El sendero del amor»
- 1973 «Por qué será, será/Puerta de Triana»
- 1973 «Te di, te di/Porque tú eres»
- 1974 «Amor de campanilleros/Con ese beso»
- 1975 «Camino la ciudad/Mi libertad»
- 1982 »Cara a cara»

Àlbums seleccionats:
- 1965 Reina por un día
- 1977 Conchita Bautista
- 1988 Conchita Bautista: Sus mejores canciones

DVD seleccionats:
- 2006 La Copla: Conchita Bautista y Rafael Farina